# راوما

موقع راوما.

شعار راوما.

راوما (بالفنلندية: Rauma؛ بالسويدية: Raumo) مدينة فنلندية في إقليم ستاكونتا يقطنها 39.647 ساكن، تقع على خليج بوتنيا عند ساحل البلاد الغربي، وتبعد 92 كم شمال مدينة توركو و 50 كم جنوب بوري. منحت الامتيازات البلدية في 17 مايو سنة 1442 (ثم صارت تحت السيادة السويدية)، تشتهر راوما بالدانتيل ذو الجودة العالية (منذ القرن الثامن عشر)، كما تشهر المدينة بعمارة مركزها الخشبية القديمة (راوما القديمة) وهو من مواقع التراث العالمي لليونسكو.

## التاريخ

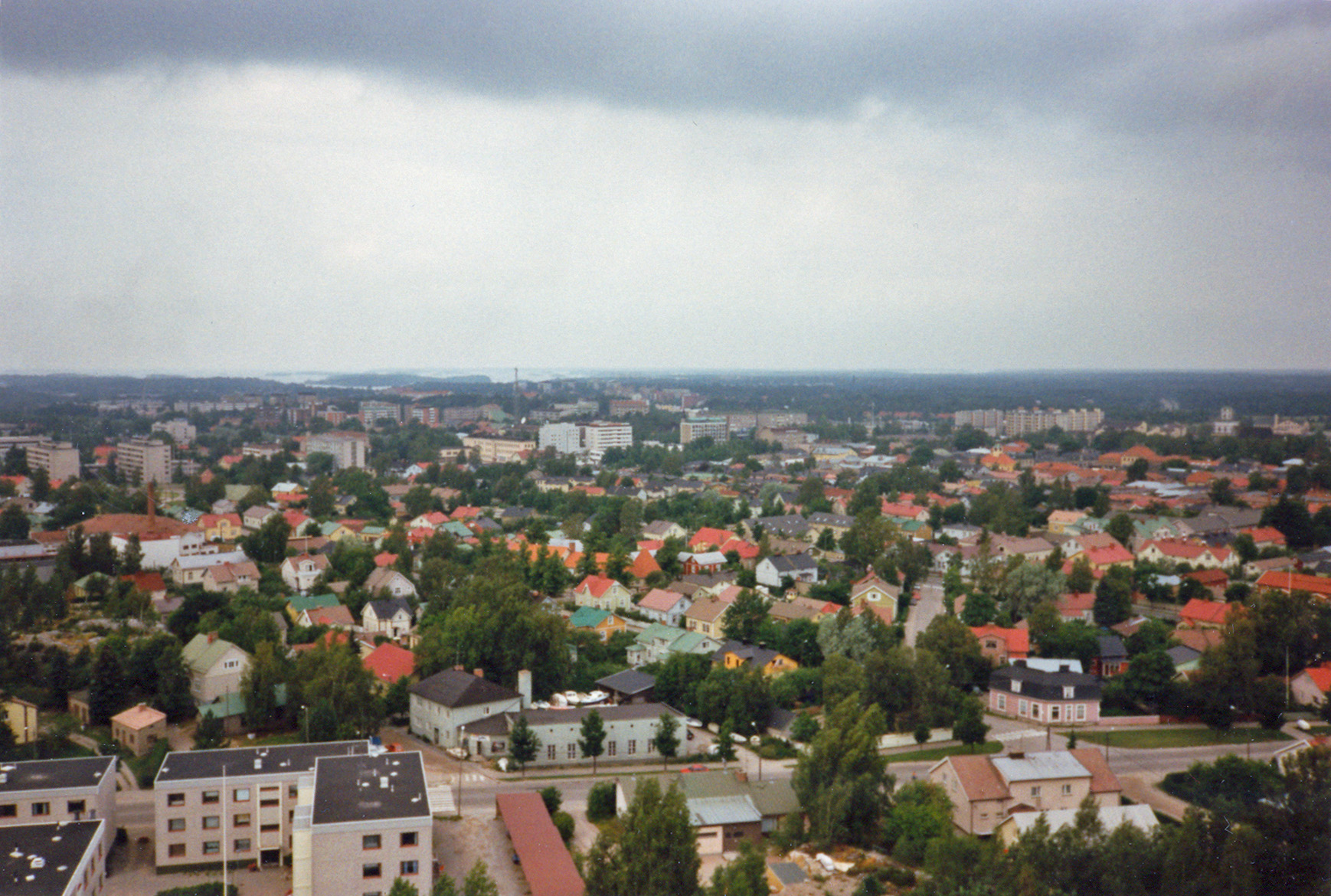
راوما، مصورة من برج المياه في عام 1989

في القرن الرابع عشر قبل أن إعلانها بلدة، كان يوجد في راوما دير فرنسيسكاني وكنيسة كاثوليكية. في عام 1550 أُمـِر سكان قرية راوما بالانتقال إلى هلسنكي، إلا أن تصديهم حال دون ذلك واستمرت راوما في نموها.
عملياً دمرت كل بلدة راوما الخشبية في حريقي عامي 1640 و1682. يحوي وسط المدينة الخشبي والذي يمثل حجم المدينة حتى عام 1809 ما يقرب من 600 مبنى خشبي. العمارة النهضوية للعديد من المنازل هي نتيجة للازدهار الناجم عن الملاحة البحرية. في عام 1897 كان لدى راوما أكبر أسطول من القوارب الشراعية في فنلندا بلغ مجموعها 57 سفينة. صدرت البضائع أساساً إلى ألمانيا وستوكهولم ودول البلطيق. في العقد الأخير من القرن التاسع عشر تأسس في راوما كلية المعلمين، ضمت في وقت لاحق إلى جامعة توركو. ولا يزال جزء من وزارة التعليم موجوداً في راوما.
أتى اسم راوما من الكلمة الجرمانية strauma، وتعني «جدول».

## الصناعة
بعد الحرب العالمية الثانية، تطورت راوما إلى مدينة صناعية، والصناعات الرئيسية: بناء السفن، الورق ومطاحن لب الخشب، والصناعات المعدنية. كما أن راوما هي خامس أكبر ميناء في فنلندا مع ما يقرب من ستة ملايين طن من الشحن سنوياً. تقع محطة أولكيلووتو للطاقة النووية بجوار راوما، في يورايوكي.
توجد قرب راوما محطة عكس الاستاتيكية، لنقل جهد التيار العالي المباشر فنو سكان.

## المواصلات

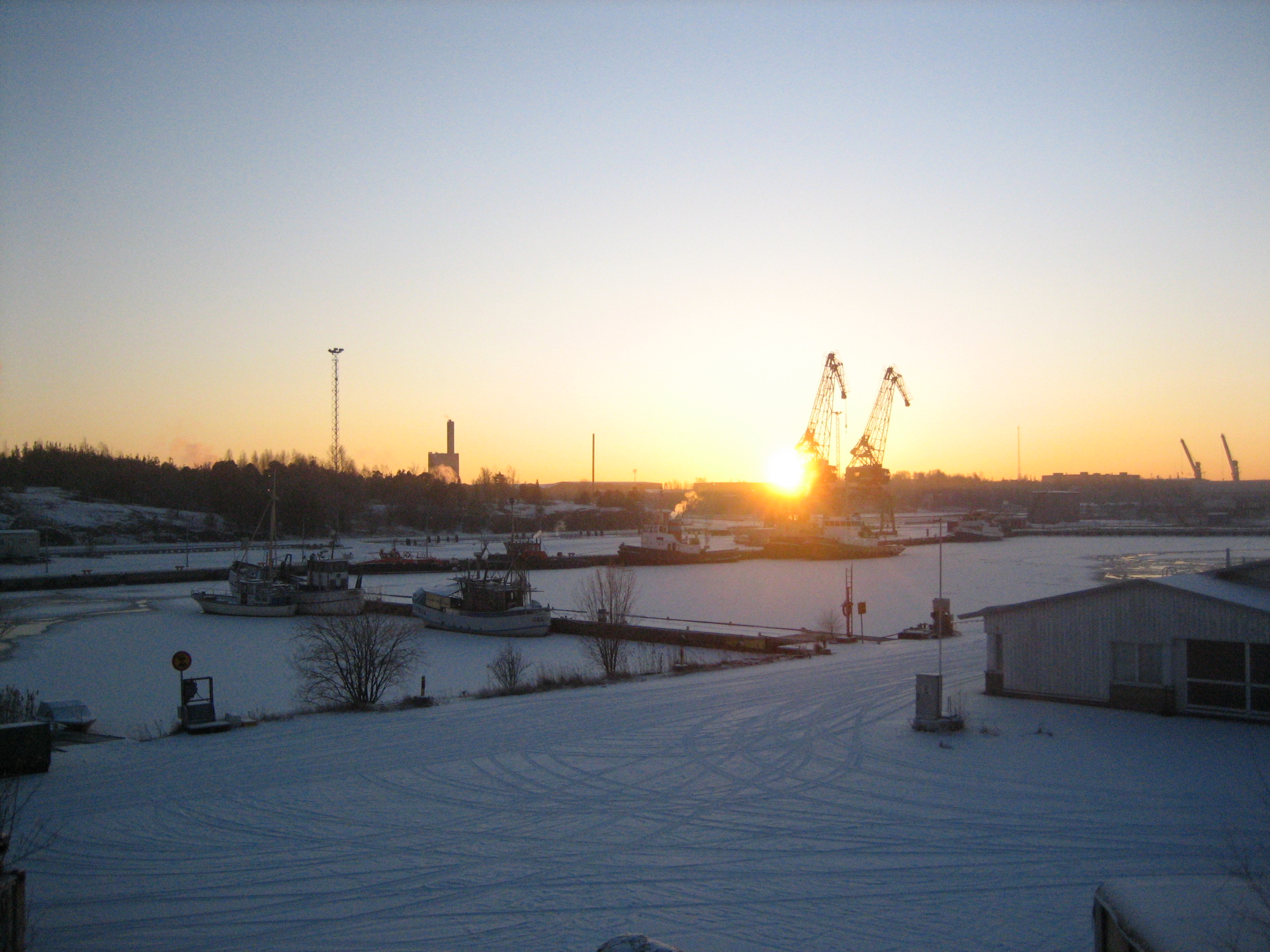
الغروب في ميناء راوما

تقع راوما بين توركو وبوري على الطريق الوطنية 8 (E8). الطريق الوطني الفنلندي 12 يبدأ من راوما وتم مده إلى ميناء راوما في عام 2008.
تستحدم وصلة سكة حديدية من كوكيماكي في الشحن بنشاط، بوجود وصلة مباشرة إلى مناطق الصناعات الثقيلة وإلى ميناء راوما. أُنجزت السكك الحديدية لنقل الركاب في عام 1988.
يدير شركة مواصلات ستاكونتا المحدودة حركة الحافلات المحلية ولها 3 خطوط في راوما. يقع مركز الحافلات المحلية في سافيلا في حين حافلات المسافات الطويلة تعمل انطلاقاً من محطة حافلات راوما. تـُـقل حافلات المسافات الطويلة الركاب مباشرة إلى بوري وتوركو وتامبيري وهلسنكي مع مواصلة إلى هويتينن.
أقرب مطار يقع في بوري. ميناء راوما يخدم سفن الشحن فقط على أساس متكرر.

## الثقافة
راوما لها لهجتها من الفنلندية، «لهجة راوما». اللهجة ورثت كلمات من لغات مثل السويدية، الإنكليزية والألمانية نظراً ماضيها في الملاحة البحرية. وقد تم تخفيف اللهجة بإتجاه الفنلندية الصحيحة في الاستخدام اليومي، ولكنها دُرست جيداً (أساساً على يد هيالمر نورتامو) ومورست كهواية.
تأس متحف راوما البحري بمبنى مدرسة راوما الملاحية في عام 1999.

### أسبوع المخرمات
يـُنظم أسبوع مخرمات الدانتيل السنوي في راوما منذ العام 1971. خلال أسبوع المخرمات ينظم الحرفيون المحليون معارض صغيرة في منطقة راوما قديمة. يتوج أسبوع المخرمات بليلة المخرمات السوداء، حين تظل المحلات الصغيرة مفتوحة حتى وقت متأخر من الليل، وتقام عروض مختلفة الحفلات الموسيقية ويرتدي الناس الدانتيل الأسود.

### أحداث أخرى
- يقام مهرجان الموسيقى RMJ، في بوري في عامي 2008 و2009.
- مهرجان الموسيقى الكلاسيكية فيتيفو نسخة محفوظة 21 سبتمبر 2009 على موقع واي باك مشين.
- مهرجان جاز صيف راوما
- مهرجان الفنون الموسيقية الإبداعية وأدائية - كلوسترموس
- مهرجان أفلام البحر الأزرق
- مهرجان البلوز راوما بلوز

## الرياضة
نادي لوكو هو فريق هوكي الجليد لمدينة راوما، يلعب في الدوري الفنلندي لهوكي الجليد. ملعبهم هي قاعة أيانسو أرينا. الفريقان المحليان لكرة القدم هما بالو إيروت ونادي راوما. هذان يتقاسم الفريقان الملعب نفسه في مركز أيانسو الرياضي.
سي سيتي ستورم هو فريق كرة القدم أميركية يلعب في دوري الدرجة الثانية الذي ينظمه الاتحاد الفنلندي لكرة القدم الأمريكية. فيرا هو فريق لرياضة البيسبول الفنلندي للسيدات، ملعبه هو لانسي سوومي أرينا في مركز أوتانلهتي الرياضي. ولراوما أيضاً ناديها الخاض برياضة السباق الموجه، راستي لوكو، وفرقان لكرة السلة هما كآرون رويما وراوما باسكت، وفريق رينك باندي يسمى يو كي بي وفريق هوكي البلاط يـُدعى سالبا.

## الاستجمام

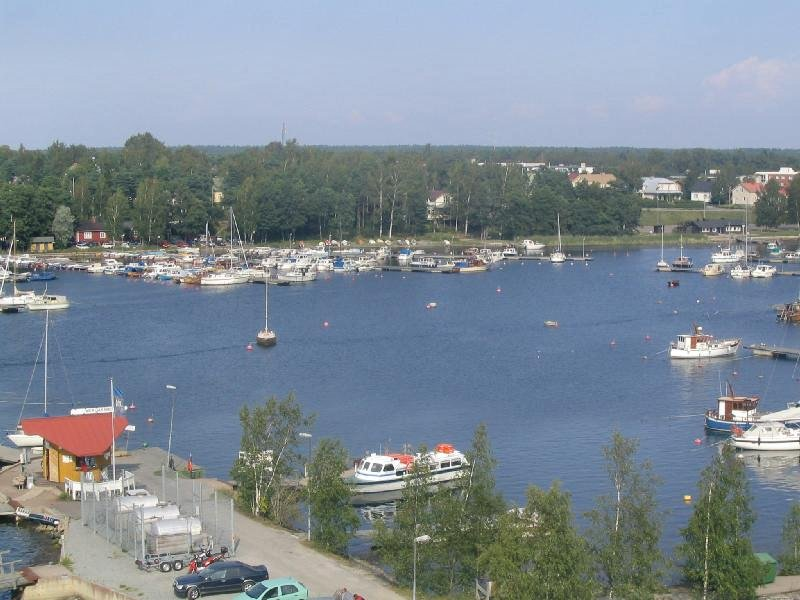
مرفأ راوما

يقول المثل الشعبي أن كل عائلة في راوما تملك قارباً - وهذا ليس صحيحا، رغم أن للمدينة مجال لحوالي 2800 قارب في مرفأها. يمكن للناس استخدام القوارب الخاصة بهم أو الباصات المائية للوصول إلى منارة كولمافيهيالا التي تستخدم كموقع فندق ومنتجع. تـُقل الحافلات مائية الناس إلى جزيرتي ركسآري وكوسكاياسكاري الحامية السابقة. كلا الجزيرتان تستخدمان للاستجمام.

## دمج البلديات
اتحدت راوما مع بلدية راوما الريفية السابقة المحيطة في عام 1993، واندمجت في عام 2007 مع بلدية كودسيوكي. ومع بلدية لابــّـي عام 2009.

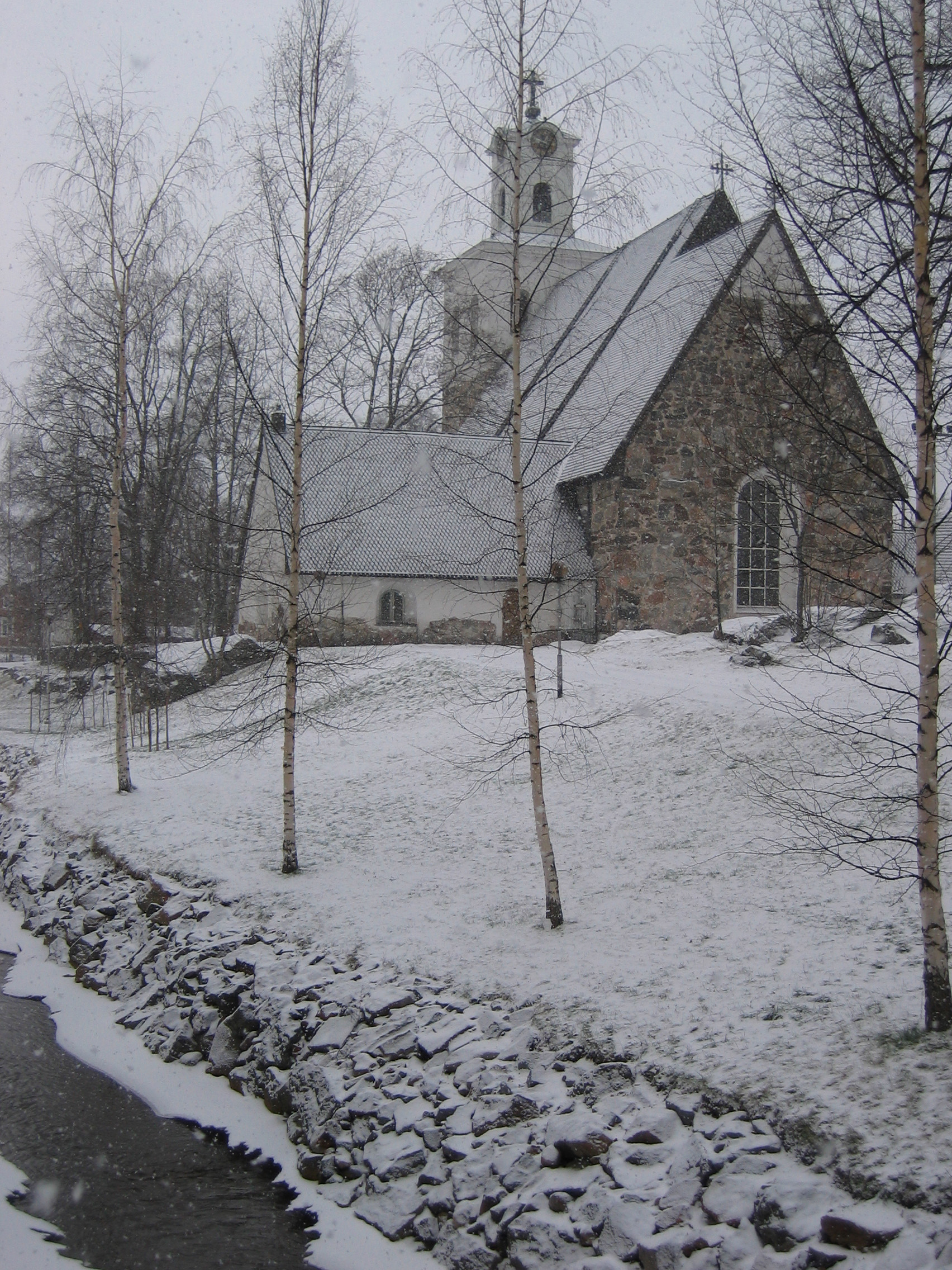
كنيسة الصليب المقدس
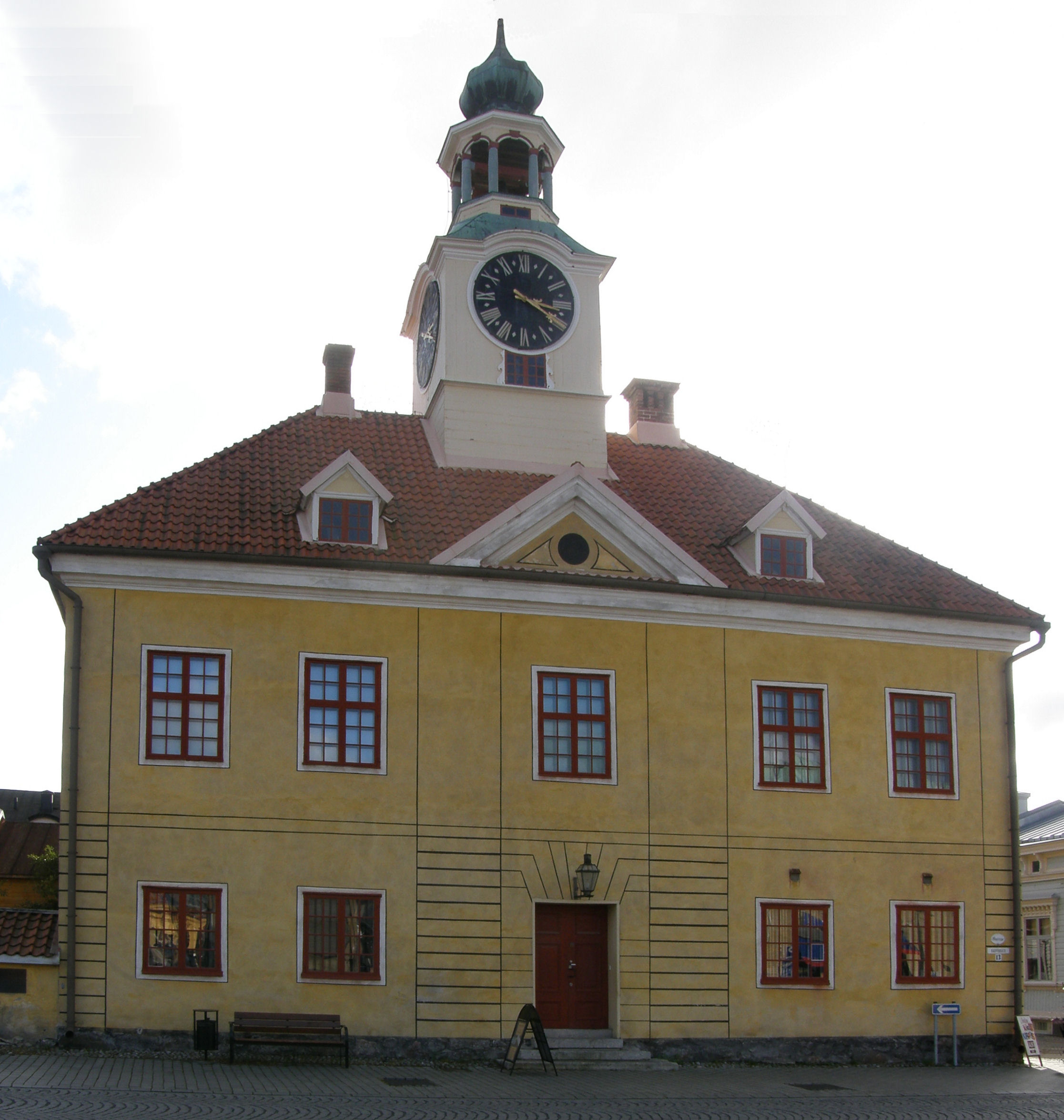
مبنى بلدية راوما القديم
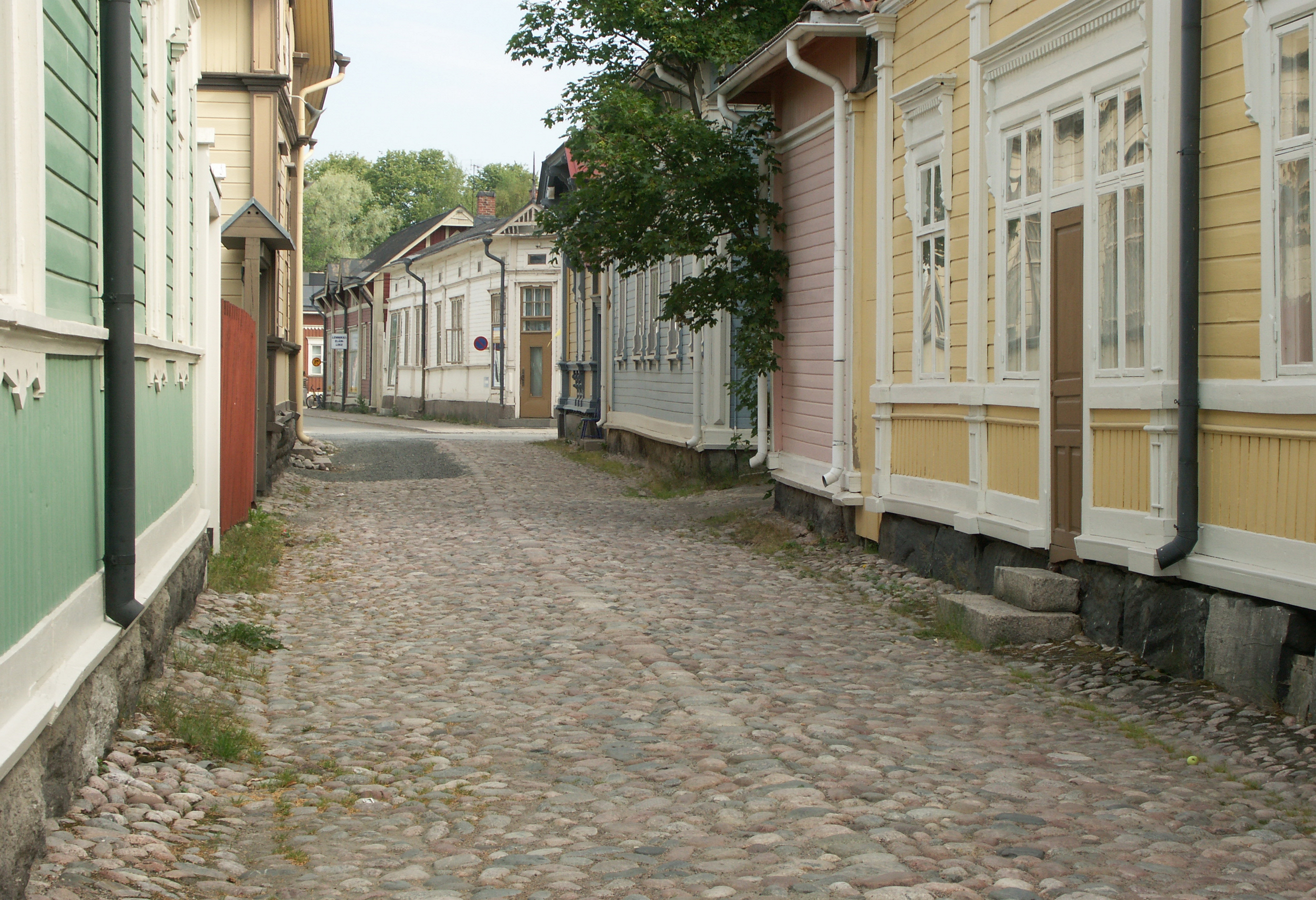
شارع وسط المدينة
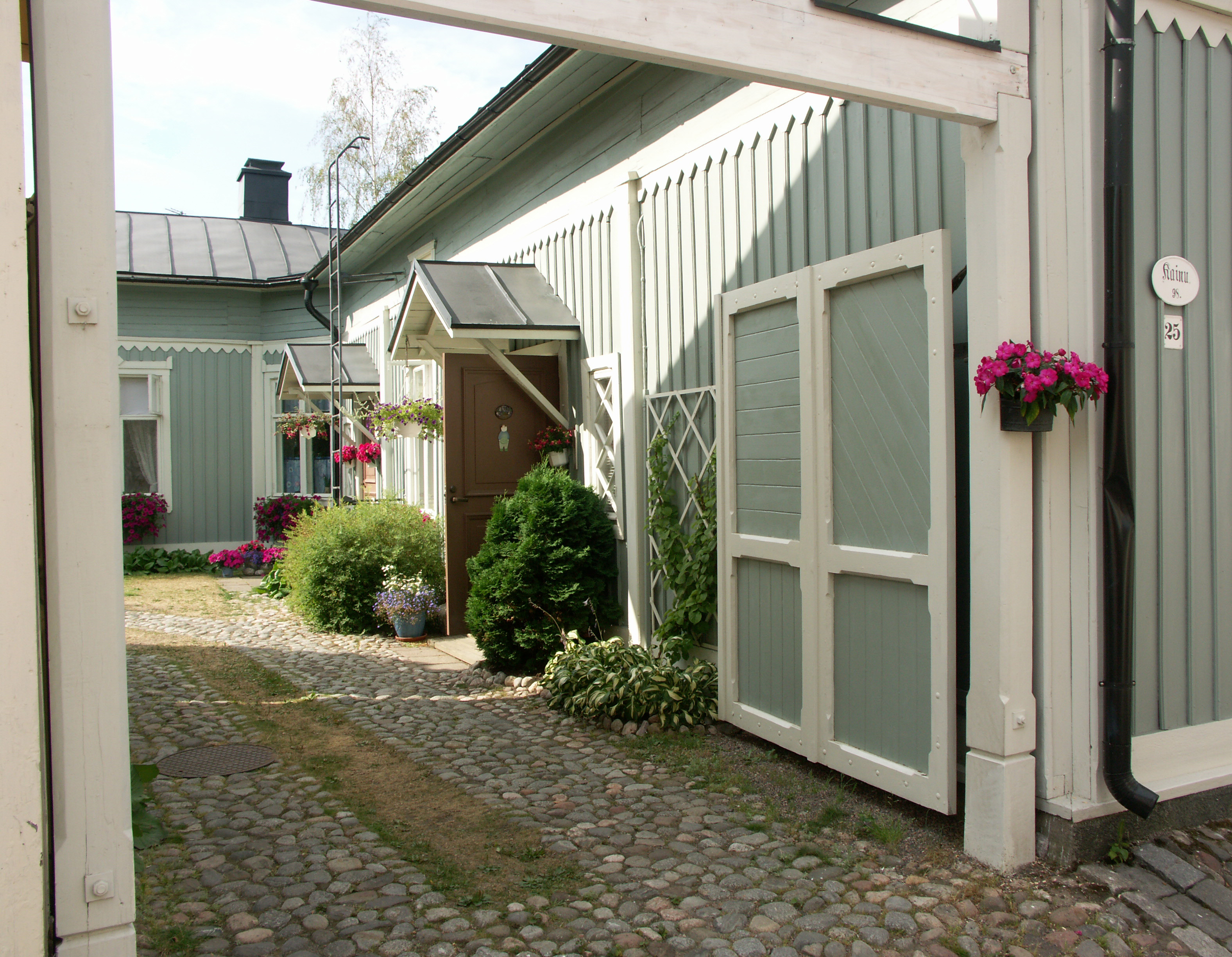
مباني تاريخية
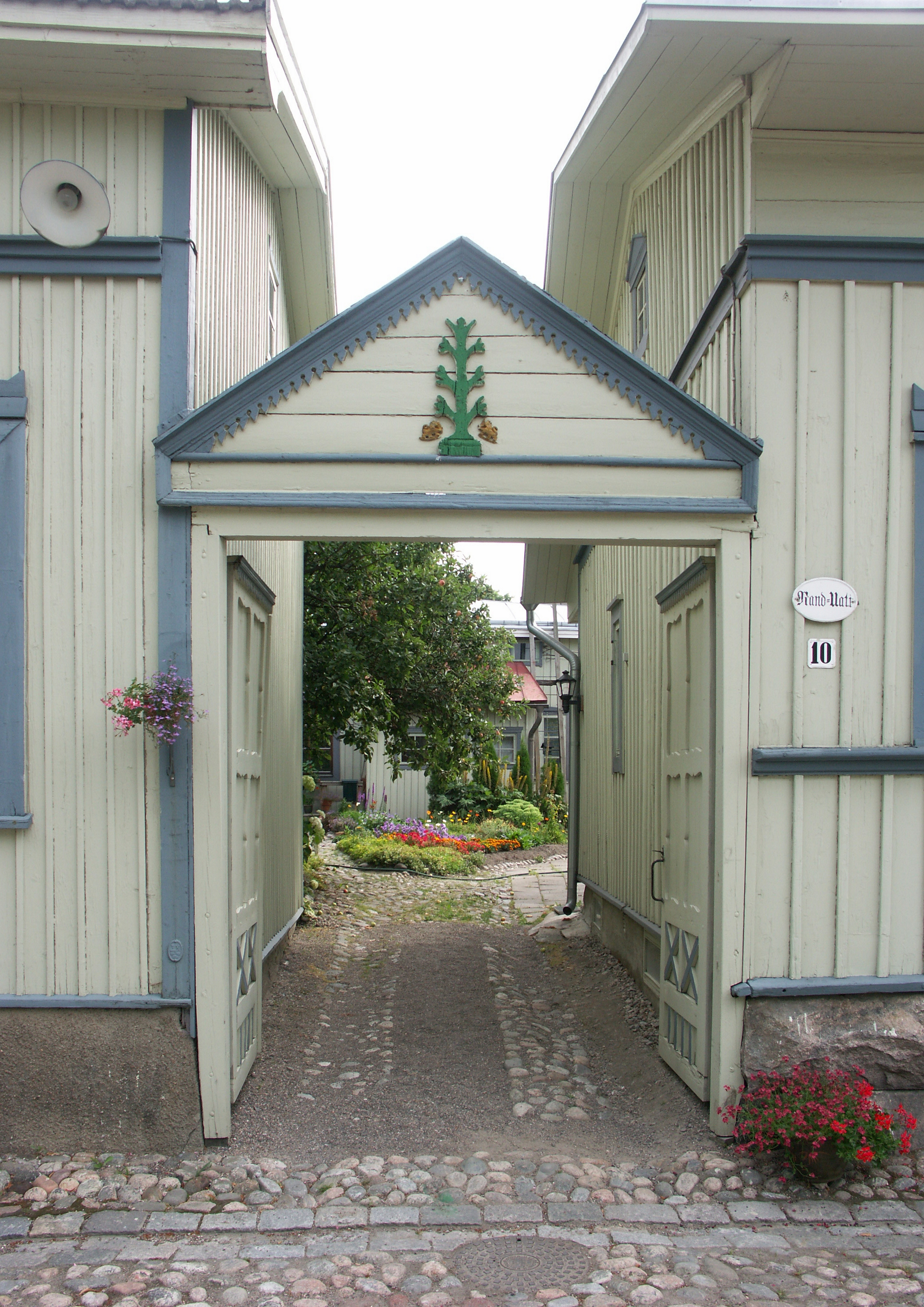
مباني تاريخية

## التوأمة

منظر عام لراوما

- يوفيك، النرويج
- بلدية نشته، الدنمارك
- بلدية يفلا، السويد
- ألفتانس، إيسلندا
- كولبينو، روسيا
- كابوجفار، المجر

## وصلات خارجية
- مدينة راوما – الموقع الرسمي
- لانسي-سوومي – صحيفة المدينة الأوسع انتشاراً
- أوسي راوما – صحيفة محلية نصف شهرية مجانية، كما تصدر منشوراً باللهجة المحلية مرة واحدة في السنة.
- راديو رامونا - محطة الإذاعة المحلية
- Rauma collection in 3D Warehouse نسخة محفوظة 19 ديسمبر 2011 على موقع واي باك مشين.